# Komuna e Zejmenit
Komuna e Zejmenit är en kommun i Albanien.   Den ligger i prefekturen Qarku i Lezhës, i den norra delen av landet, 50 km norr om huvudstaden Tirana.
```
Runt Komuna e Zejmenit är det ganska tätbefolkat, med 
230
 invånare per kvadratkilometer.
[
2
]
```